# Józefów (Ostrożeń Trzeci)
Józefów – część kolonii Ostrożeń Trzeci położona w Polsce, w województwie mazowieckim, w powiecie garwolińskim, w gminie Żelechów.
W latach 1975–1998 Józefów administracyjnie należał do województwa siedleckiego.